# Calvin Marlin
Calvin Marlin (Port Elizabeth, 1976. április 20. –), Dél-afrikai válogatott labdarúgókapus.
A Dél-afrikai Köztársaság válogatott tagjaként részt vett a 2002-es világbajnokságon, a 2005-ös CONCACAF-aranykupán és a 2006-os afrikai nemzetek kupáján.